# Martín de Andújar Cantos

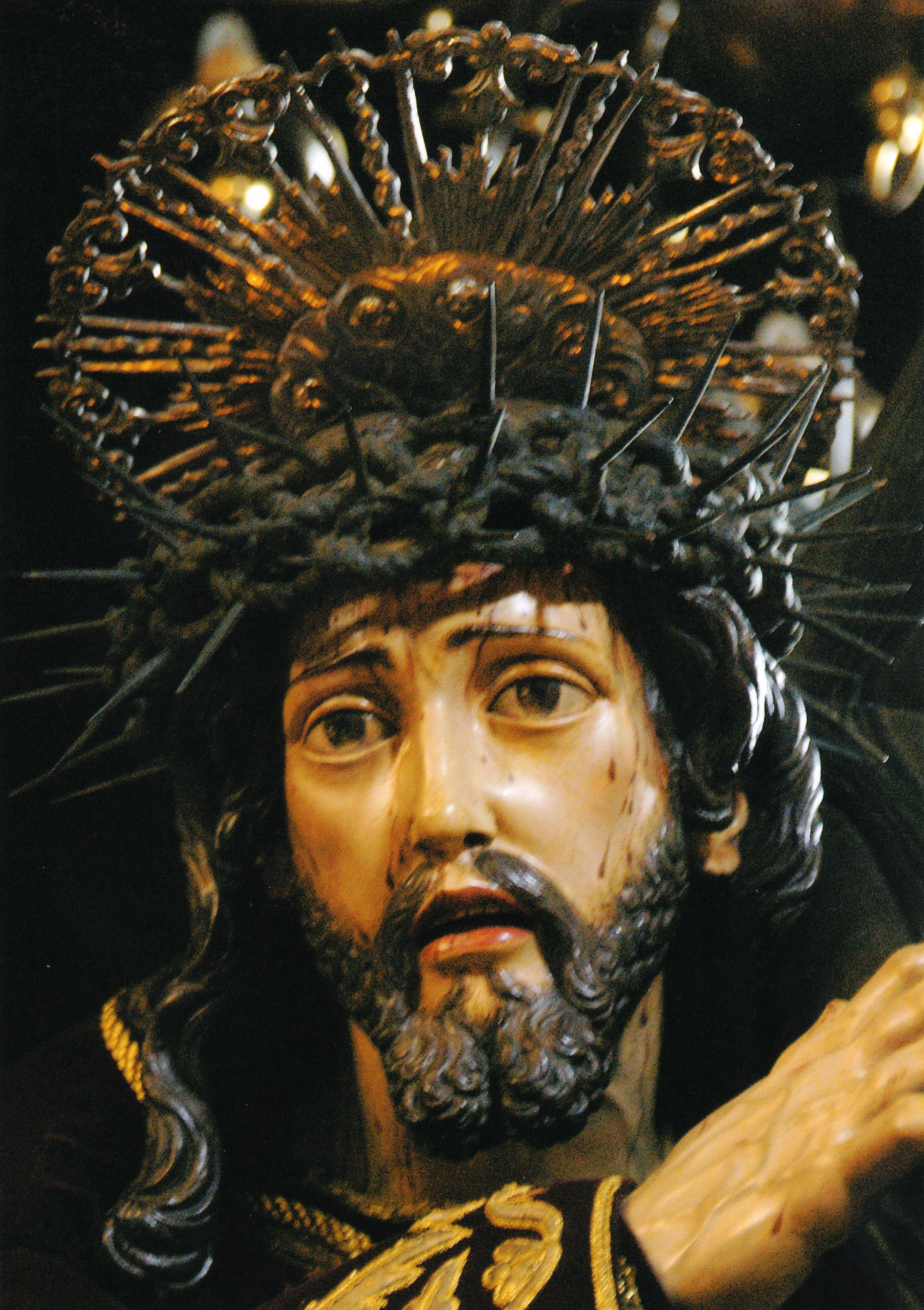
Crist de Los Realejos (1637)

Martín de Andújar Cantos va ser un escultor i arquitecte espanyol nascut cap a l'any 1602 a la província manxega d'Albacete.

## Biografia

### Etapa Andalusa
Mentre alguns investigadors indiquen que va venir al món a la població de Chinchilla de Monte-Aragón, avui sabem que encara que els seus avantpassats van poder haver procedit de la regió de Múrcia, una branca de la família es va instal·lar a la localitat de Jorquera, d'Albacete.
El cert és que a la dècada dels anys vint del segle xvii, i havent estat en aquesta població possiblement fins a 1628, ja se situa Martín de Andújar al servei d'alguns dels grans imatgers a la ciutat de Sevilla. Encara que tradicionalment se l'ha considerat deixeble del gran Juan Martínez Montañés, d'altres el consideren alumne d'Alonso Cano.
Independitzat, el 1629 emprèn per al retaule més gran de l'església de Sant Pere Apòstol de la població sevillana de Carmona, una sèrie d'imatges a les quals va haver de pertànyer la Immaculada Concepció que encara avui es conserva al mencionat temple. La més gran productivitat del seu taller es va registrar entorn de l'any 1632, ja que en aquest mateix any va tallar l'efígie del Crist de les Ànimes per al mateix temple de Carmona (Sevilla), el Sant Sebastià Màrtir, imatge titular de la Parròquia de d'Agüimes, a l'Illa de Gran Canaria, i el Sant Cristòfol, també titular de la Catedral de la de la Ciutat de l'Havana, a Cuba.

### Etapa Canaria
Dos anys més tard, el 1634, es trasllada a les Canàries instal·lant-se en primer lloc la ciutat de Las Palmas. Va realitzar pel temple Catedralici la imatge i retaule de Sant Pere, obres contractades el 1635. D'aquesta mateixa data és l'efígie de Santa Llúcia que, pel que sembla, va tallar abans d'abandonar l'illa, per a l'església parroquial de Sant Joan de l'avui ciutat de Telde.
Ja a Tenerife, a la ciutat de San Cristóbal de La Laguna entra en contacte amb el també imatger Antonio de Orbarán, qui en aquells dies es trobava treballant en el desaparegut retaule major de l'església de El Salvador de Santa Cruz de La Palma, lloc al qual es trasllada amb la intenció de col·laborar al mencionat projecte tallant abans de 1636 una sèrie d'escultures per a l'esmentat retaule per l'import, força elevat, de 2.000 reals.
De tornada a l'Illa de Tenerife el 1637, passa a instal·lar-se a Garachico creant un taller que seria llavor de la futura escola escultòrica de Garachico, i emprenent treballs de gran importància, com el retaule principal de l'església de Santa Anna d'aquesta localitat, per al que molt possiblement es va servir dels dissenys que anys abans havia realitzat per al retaule de la Catedral de Las Palmas, i el magnífic Crist que ho corona. Però segurament els primers encàrrecs que rebés Andújar després d'instal·lar-se a Tenerife fossin les dues peces que va executar aquest mateix any per als franciscans del Convent de Santa Llúcia de Los Realejos, i que queda demostrat pel fet que el dia 11 de juny de 1637, ambdues imatges ja es trobaven al culte al temple conventual.